# Vladislav Premate
Vladislav Premate (Premantura, 16. siječnja 1912. – Pula, 26. veljače 2001.), hrvatski katolički svećenik Porečko-pulske biskupije, visoki crkveni dužnosnik i hrvatski politički uznik.

## Životopis
Rođen u Premanturi. U rodnoj Premanturi polazio je osnovnu školu, gimnaziju u sjemeništu u Kopru, a u Gorici završio studij bogoslovije. U Poreču se 1934. zaredio za svećenika. Službovao u istarskim mjestima. Do 1937. u kapelaniji Juršićima, potom na Labinštini u Svetom Martinu (Martinski) do 1947., župom Labin, nakon čega živi i radi u Puli. U Puli je upravitelj župe, župnik i počasni kanonik pulske katedrale te kanonik pokorničar. Prepozit je Pulskoga kaptola od lipnja 1957. godine. Od 1950. bio je sudac dijecezanskoga ženidbenog i općeg crkvenog suda, a papa Pio XII. imenovao ga je svojim komornikom 1965. Umirovljen je 1979., ali je u pastoralnom radu u župi katedrale u Puli pomagao do kraja 1990-ih. Dok je mogao redovito je misio u "Misericodiji". Na glasu je bio kao staložen župnik i dobar propovjednik, a propovijedi su bile rado slušane. Nekima su Premateove propovijedi smetale i tako je dospio na sud. Dvaput je bio uhićen i osuđen na zatvorsku kaznu. Prvi put 1944. za njemačke okupacije Istre i bio je zatvoren u Puli, a drugi put 1954. godine. Drugo uhićenje bilo je uslijedilo nakon orkestriranih napada u tisku na Katoličku crkvu koji su pratili donošenje Zakona o položaju vjerskih zajednica 1953. godine, a u Istri su prednjačili u napadima Riječki list i La Voce del popolo. Premate je u pamfletima koji su ocrnjivali svećenstvo bio oklevetan da izigrava zakon o vjeronauku i da djecu potiče i odvodi na vjeronauk protiv volje njihovih roditelja. Uobičajeni pastoralni rad na okupljanju djece na vjeronauku ili pozivanju roditelja da šalju djecu u crkvu prikazano je kao uznemiravanje građana, a svećenici su prikazani kao oni koji stalno rovare protiv narodne vlasti. Premate je isticao kao zanimljivost da je u dva ideološki različita režima svoje tamnovanje odležao u istoj sobi pulskog zatvora. Umro je u Domu za svećenike "Betanija" u Puli.